# Tanzánia a 2012. évi nyári olimpiai játékokon
Tanzánia a nagy-britanniai Londonban megrendezett 2012. évi nyári olimpiai játékok egyik részt vevő nemzete volt. Az országot az olimpián 3 sportágban 6 sportoló képviselte, akik érmet nem szereztek.

## Atlétika
Férfi
| Versenyző        | Versenyszám | Eredmény | Helyezés |
| ---------------- | ----------- | -------- | -------- |
| Faustine Musa    | Maraton     | 2:17:39  | 33.      |
| Samson Ramadhani | Maraton     | 2:24:53  | 66.      |

Női
| Versenyző    | Versenyszám | Előfutam | Előfutam | Előfutam | Döntő   | Döntő   |
| Versenyző    | Versenyszám | Idő      | Hely.    | Össz.    | Idő     | Hely.   |
| ------------ | ----------- | -------- | -------- | -------- | ------- | ------- |
| Zakia Mrisho | 5000 m      | 15:39,58 | 16.      | 31.      | kiesett | kiesett |

## Ökölvívás
Férfi
| Versenyző        | Versenyszám | Selejtező                  | Nyolcaddöntő      | Negyeddöntő       | Elődöntő          | Döntő             | Helyezés |
| Versenyző        | Versenyszám | Ellenfél Eredmény          | Ellenfél Eredmény | Ellenfél Eredmény | Ellenfél Eredmény | Ellenfél Eredmény | Helyezés |
| ---------------- | ----------- | -------------------------- | ----------------- | ----------------- | ----------------- | ----------------- | -------- |
| Selemani Kidunda | Váltósúly   | Vasile Belous (MDA) · 7-20 | kiesett           | kiesett           | kiesett           | kiesett           | 17.      |

## Úszás
Férfi
| Versenyző        | Versenyszám | Előfutam | Előfutam | Előfutam | Elődöntő | Elődöntő | Elődöntő | Döntő   | Döntő    |
| Versenyző        | Versenyszám | Idő      | Hely.    | Össz.    | Idő      | Hely.    | Össz.    | Idő     | Helyezés |
| ---------------- | ----------- | -------- | -------- | -------- | -------- | -------- | -------- | ------- | -------- |
| Ammaar Ghadiyali | 100 m gyors | 1:01,07  | 3.       | 55.      | kiesett  | kiesett  | kiesett  | kiesett | kiesett  |

Női
| Versenyző       | Versenyszám | Előfutam | Előfutam | Előfutam | Elődöntő | Elődöntő | Elődöntő | Döntő   | Döntő    |
| Versenyző       | Versenyszám | Idő      | Hely.    | Össz.    | Idő      | Hely.    | Össz.    | Idő     | Helyezés |
| --------------- | ----------- | -------- | -------- | -------- | -------- | -------- | -------- | ------- | -------- |
| Magdalena Moshi | 100 m gyors | 1:05,80  | 7.       | 45.      | kiesett  | kiesett  | kiesett  | kiesett | kiesett  |